# 해리 폴릿 (정치인)

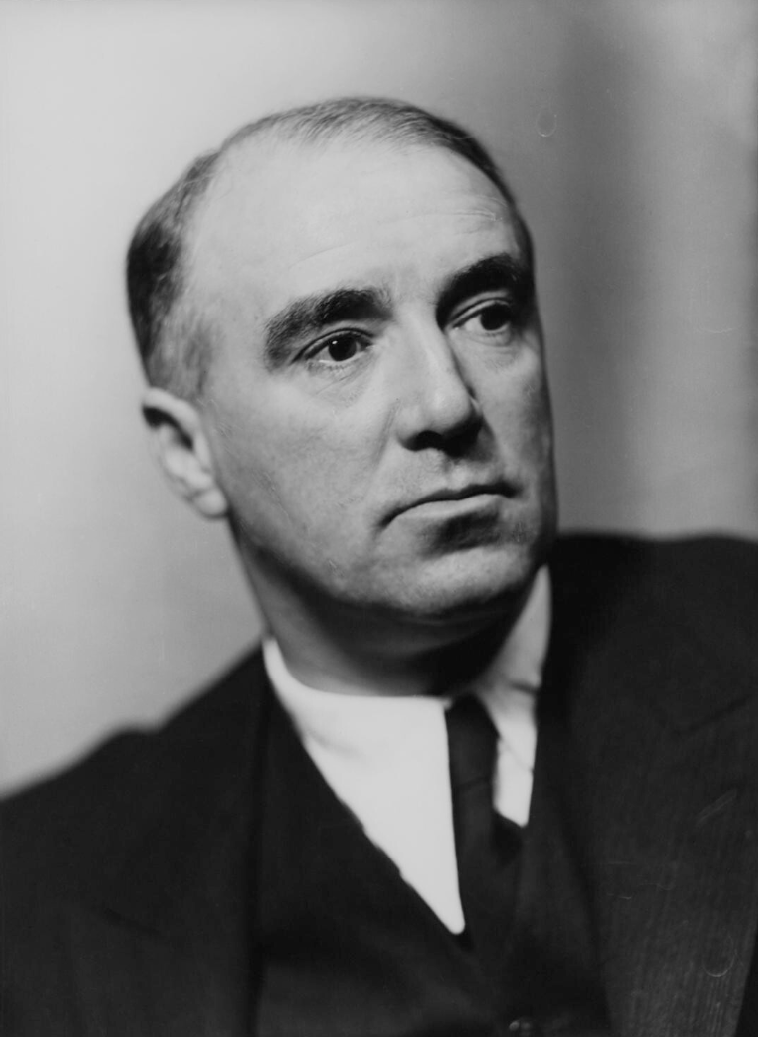
1934년 해리 폴릿의 사진

해리 폴릿(영어: Harry Pollitt)은 영국의 공산주의 혁명가이자 노동운동가로 1929년부터 1956년까지 영국 공산당 중앙위원회 서기장을 지냈다. 그는 확고한 스탈린주의자로 게오르기 디미트로프, 허를러깅 처이발상과 함께 코민테른을 지도했다.